# Joanna Christie
Joanna Lauren Christie (Huddersfield, 10 aprile 1982) è un'attrice britannica.

## Biografia
Joanna è nata a Huddersfield, nel West Yorkshire. La madre, Sue, è una cantante, mentre il padre Paul, morto nel 2012, era un impresario edile. A 13 anni ha ottenuto una borsa di studio per studiare pianoforte, flauto e canto alla Oundle School nel Northamptonshire. Cinque anni dopo si è trasferita a Londra per studiare recitazione alla Mountview Academy of Theatre Arts. A 17 anni ha iniziato a collaborare con il National Youth Theatre.
Nel 2005 si è unita per un anno al collettivo di artisti Old Vic, New Voices, sotto la guida di Kevin Spacey. Nel 2006 è partita per un tour di cinque mesi nel distretto di Jaipur, in India, per recitare in Sogno di una notte di mezza estate. Nel 2007 ha recitato al fianco di Daniel Radcliffe nella piecè teatrale Equus al Gielgud Theatre, selezionata tra oltre 300 attrici proposte per la parte. Nel 2014 viene scelta per interpretare Connie Murphy nella serie televisiva Narcos.

## Filmografia

### Televisione
- Lewis - serie TV (2008)
- Misfits - serie TV (2011)
- Doctors - serie TV (2012)
- Starlings - serie TV (2012)
- Mr Selfridge - serie TV (2013)
- Narcos - serie TV (2015 - 2017)

## Teatro
- Immaculate Conceit, Lyric Theatre (1999)
- A Course in A Restaurant, Old Vic (2005)
- Carsinoma, Old Vic (2005)
- Sogno di una notte di mezza estate, City Palace (2006)
- Equus, Gielgud Theatre (2007)
- One Night in November, Belgrade Theatre (2008)
- La scuola della maldicenza, Greenwich Theatre (2009)
- La tragica storia del Dottor Faust, Greenwich Theatre (2009)
- Bloody Poetry, Jermyn ST Theatre (2012)
- Once, Bernard B. Jacobs Theatre (2013)

## Doppiatrici italiane
Nelle versioni in italiano delle opere in cui ha recitato, Joanna Christie è stata doppiata da:
- Stella Musy in Elementary
- Myriam Catania in Narcos